# Дятлова, Валентина Алексеевна
Валентина Алексеевна Дятлова (6 сентября 1946, Тропино, Новосибирская область — 5 сентября 2000) — парашютистка, воспитанница Новосибирского аэроклуба, мастер спорта СССР, 7-кратная мировая рекордсменка, 3-кратный призёр по зональным соревнованиям (1967—1989), 2-кратный призёр первенства Вооружённых Сил СССР (1967—1976), двукратный серебряный и бронзовый призёр Кубковых встреч (1976—1980).
На счету Валентины Дятловой 4240 прыжков с парашютом.